# Dilobocondyla oswini
Dilobocondyla oswini – gatunek mrówki z podrodziny Myrmicinae.
Gatunek ten został opisany w 2013 roku przez Herberta Zettela i Haralda Brucknera na podstawie dwóch okazów robotnic i jednej królowej, odłowionych w 2000 roku.
Robotnica ma ciało długości między 4,3 a 4,5 mm, ubarwione czarniawobrązowo z żółtawobrązowymi żuwaczkami, krętarzami i nasadami ud, żółtawymi stopami i żółtymi trzonkami czułków i podstawą funikulusów. Powierzchnia głowy z wierzchu i na policzkach z prawie regularnymi zmarszczkami. Żeberka czołowe słabo rozwinięte. Tylna krawędź głowy prawie prosta, pośrodku tylko nieco wklęsła. Na nadustku dwie do pięciu podłużnych zmarszczek. Urzeźbienie mezosomy tworzy delikatną siateczkę regularnych zmarszczek o punktowanych lecz błyszczących oczkach. Pomostek stosunkowo wydłużony, oba jego segmenty grzbietowo wypukłe. Królowa z serii typowej długości 4,75 mm, podobna do robotnicy jednak z trzema przyoczkami i nieco silniej urzeźbioną mezosomą.
Mrówka znana wyłącznie z filipińskiej wyspy Mindanao, z prowincji Bukidnon.